# Gemelli Diversi
Gemelli DiVersi – włoski zespół, założony w Mediolanie w 1998 roku. Grupa zadebiutowała w roku założenia wersją rap piosenki Dammi solo un minuto, którą w pierwotnej wersji zaśpiewał Pooh.

## Historia
Do zespołu należy 4 członków:
- DJ Alessandro Merli, pseudonim THG, urodzony 4 października 1973
- wokalista Francesco Stranges, pseudonim Strano, urodzony 21 września 1971
- raper Emenuele Busnaghi, pseudonim Thema, urodzony 13 lutego 1972
- raper Luca Aleotti, pseudonim Grido, urodzony 30 marca 1979, jest bratem J-Ax'a (Alessandro Aleotti).

Grupa została stworzona z połączenia 2 poprzednich zespołów: Cricca (stworzonego przez Themę i THG) oraz Rima nel Cuore (Grido i Strano).
Dorastający artystycznie w Spaghetti Funk Gemelli DiVersi mieszają z powodzeniem amerykański funk z klasyczną włoską muzyką. Jednak według wielu krytyków i miłośników hip-hopu, grupa kieruje się raczej w stronę rapu i R'n'B.
3 września 1998 wydany został ich pierwszy album, Gemelli DiVersi, poprzedzony singlem Un attimo ancora. W tym samym czasie mediolańska grupa występuje jako support na trasie koncertowej Nessuno Articolo 31.
Zarówno w 1999 jak i w 2000 roku napisali piosenkę Coca Cola do spotu reklamowego. 3 listopada 2000 wydany został drugi album 4x4 (Quattro per quattro). Drugi singiel albumu, Musica, zajął pierwsze miejsca na radiowych listach przebojów. Także w tym roku wydali swoją książkię E mò lo sai, pokazującą życie zespołu i pracę poprzez fotografie. W 2001 wydany został Come piace a me, który nie może być zaliczony do studyjnych albumów, ponieważ zawiera kilka nagrań z koncertów oraz piosenki studyjne.
W 2002 roku Gemelli DiVersi rozpoczęli koncert Erosa Ramazzottiego. 4 października tego samego roku opublikowali album Fuego. Po pierwszej piosence promującej płytę, zatytułowanej Tu no, drugim singlem albumu został Mary, utwór opisujący historię dziewczyny molestowanej seksualnie przez ojca. Singiel stał się wielkim sukcesem zarówno radiowym jak i telewizyjnym, przez osiem miesięcy zajmował pierwsze miejsca na listach przebojów i dał grupie zwycięstwo w MTV European Music Awards w kategorii Best Italian Act. W 2003 wydany został Fuego Special Edition, zawierający zremiksowane piosenki grupy.
Pod koniec października 2004 roku Gemelli DiVersi wydali kolejny album, Reality Show. Płyta była dla zespołu swoistą rewolucją, ponieważ piosenki na niej stały się bardziej liryczne (zrezygnowano z nadmiernego rapowania). Wydanie dual-disc o tym samym tytule zawierało trzy teledyski oraz trzy piosenki zaśpiewane na żywo w koncercie z 28 kwietnia 2005 roku w Mediolanie.
W lipcu 2005 roku biorą udział w Live8. W tym samym roku MTV zatrudniła ich jako prowadzących programu Pimp My Wheels, włoskiej wersji Pimp My Ride.
W 2006 Fabri Fibra, znany włoski raper, w swojej piosence Idee stupide obraził rapera zespołu, Grido, na co Gemelli DiVersi odpowiedzieli piosenką Standing Ovation, gdzie z kolei parodiują utwór Fibry Applausi per Fibra, krytykując go i oskarżając o branie narkotyków i wykorzystywanie mody na rap dla potrzeb własnych.
W grudniu 2006 roku zostali uznani najlepszą grupą włoską w pierwszej edycji włoskiej Nickelodeon Kids' Choice Awards.
18 maja 2007 wydany został singiel Istruzioni per l'(ill)uso, który poprzedził nową płytę zespołu, Boom!. Ostatni album wskazuje na powrót Gemelli'ch do stylu sprzed wydania Reality Show: Grido i Thema rapują, oddając wszystkie partie wokalne Strano. Na płycie można znaleźć piosenkę Che mondo meraviglioso, zadedykowaną Nicole, córce THG i jego narzeczonej Moniki; w nagrywaniu utworu wziął też udział Eros Ramazzotti, wykonując solówkę gitarową. 29 września 2007 w radiu ukazał się kolejny singiel grupy z nowej płyty, Icaro.
14 lipca 2008 album Boom! zdobył status Złotej płyty, sprzedając się w 45.000 kopii.
W 2009 roku Gemelli Diversi wzięli udział w Festiwalu Piosenki Włoskiej Sanremo z utworem Vivi per un miracolo, nienawołującym do zaprzestania prostytucji nieletnich i przemocy domowej. Zostali wyeliminowali w czwartym i zarazem przedostatnim dniu zmagań. Ostatecznie zajęli 12. miejsce w klasyfikacji generalnej. W tym samym roku ukazał się ich kolejny album, Greatest hits, zawierający najlepsze utwory grupy oraz kilka nowych piosenek takich jak: Senza fine (wydaną razem ze Space One, J-Axem i DJ Zakiem), Vivi per un miracolo, Nessuno è perfetto.

## Dyskografia

### Albumy
- Gemelli DiVersi (1998)
- 4X4 (2000)
- Come piace a me (2001)
- Fuego (2002)
- Fuego Special Edition (doppio cd) (2003)
- Reality Show (2004)
- Reality Show - Dual Disc (2005)
- Boom! (2007)
- Senza fine (2009) (Greatest Hits)

### Single
- Un attimo ancora (1998)
- Sarà cemento (1999)
- Ciò che poteva essere (1999)
- Musica (2000)
- Chi sei adesso (2000)
- Anima gemella (2000)
- Come piace a me (2001)
- Tu no (2002)
- Mary (2003)
- Tu corri (2003)
- Un altro ballo (2004)
- Prima o poi (2005)
- Fotoricordo (2005)
- A Chiara piace vivere (2005)
- Istruzioni per l'(ill)uso (2007)
- Icaro (2007)
- Vivi per un miracolo (2009)
- Nessuno è perfetto (2009)

## Powiązani artyści
- Grido (raper)
- Thema (raper)
- Strano
- Alessandro Merli
- Spaghetti Funk Crew
- Articolo 31
- Space One
- Dolcenera